# Hody
Hody is een dorp in de Belgische provincie Luik en een deelgemeente van Anthisnes.

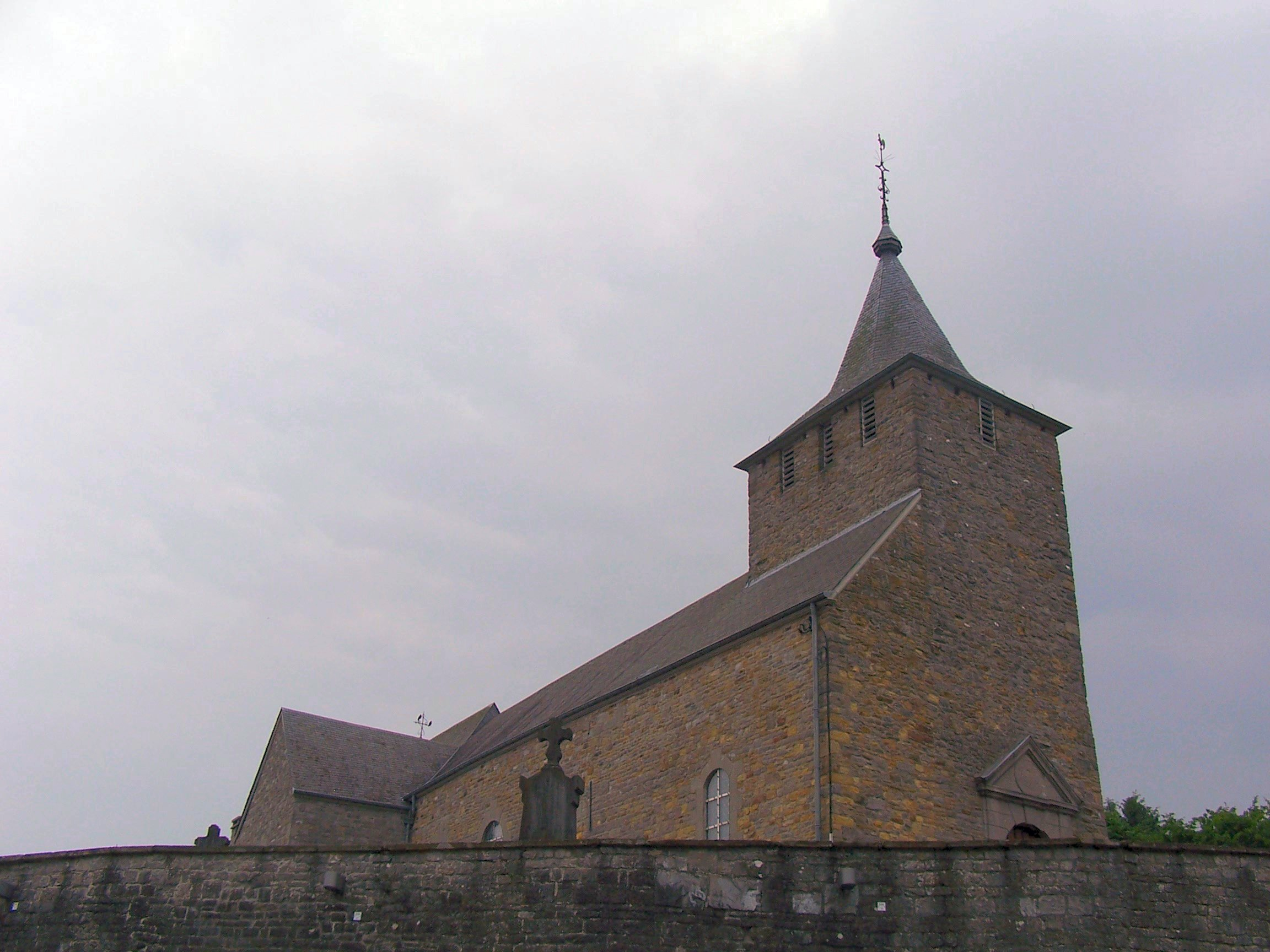
kerk van Hody

## Geschiedenis
Op de Ferrariskaart uit de jaren 1770 is de plaats weergegeven als het dorp Oudy in het abdijvorstendom Stavelot-Malmedy. Op het eind van het ancien régime werd Hody een gemeente. Tot die gemeente behoorden ook Poulseur en Sart, hoewel deze plaatsen in een exclave lagen ten oosten van Hody, en van Hody gescheiden door het grondgebied van de gemeente Anthisnes.
In 1884 werd de exclave Poulseur, met zijn gehucht Sart, als een zelfstandige gemeente afgescheiden.
Bij de gemeentelijke fusies van 1977 werd Hody een deelgemeente van Anthisnes.

## Demografische ontwikkeling
- Bronnen:NIS, Opm:1831 tot en met 1970=volkstellingen, 1976= inwoneraantal op 31 december
- 1890: Afsplitsing van Poulseur

## Bezienswaardigheden
- De Église Saint-Pierre